# فيرولينجو
فيرولينجو؛ هي بلدية (بلدية) لمدينة تورينو الحضرية في منطقة بيدمونت بإيطاليا، وتقع على بعد حوالي 25 كيلومترًا (16 ميلاً) شمال شرق تورين.

## الأصل
يبدو أن أصل اسم Verolengo مرتبط بالعديد من مزارع الخنازير (fero ، الموجودة أيضًا في شعار النبالة) في المنطقة. وفقًا للتفسيرات الأخرى، كان من الممكن اختيار verro على شعار النبالة من خلال حرف ثابت مع اسم البلدية التي سترتبط بالمستعمرة السابقة للشعب البربري Eruli (ومن هنا Verulengum).واحدة من الجمعيات التاريخية للمدينة (Associazione Aerolia) تأخذ اسمها من أصول هذا المكان.

## الآثار والأماكن ذات الأهمية

### ملاذ مادونينا
يقع حرم Madonnina في قرية تحمل نفس الاسم (Madonnina). مثال جيد للعمارة الكلاسيكية الجديدة. مخبأة في آثار إنشائها. في وسط المذبح الرئيسي ، فوق المسكن ، توجد لوحة جدارية صغيرة تصور العذراء والطفل ، ربما العذراء المباركة لأوروبا بسبب لونها الغامق ، مع صورة سان كارلو بوروميو على اليساروأبعد من اليمين. شارعانطون باديوسكي. كانت اللوحة التي رسمها مؤلف مجهول موجودة بالفعل في نهاية القرن السابع عشر: كانت اللوحة آنذاك الجزء العلوي من أحد الأعمدة العديدة التي لا يزال من الممكن العثور عليها في Rivne اليوم. التقليد هو مصدر كل من الملجأ ومجده الشمولي. وفقًا للتقاليد، ألقى حصان عنيد كاهنًا يُدعى دون براكو من على السرج ، وجر قدمًا واحدة في الركائب لمسافة طويلة حتى توقف الحيوان أمام المبنى مباشرةً. شكر القس ، الذي لم يصب بأذى بأعجوبة على الرغم من الحادث ، الشابة على الهروب المعجزة ؛ في امتنانه وضع لوحة فيمصلى.ومع ذلك ، سرعان ما ثبت أنها غير كافية للمنافسة الكبيرة من المؤمنين وأبناء الرعية ، لذلك تم هدمها وتوسيعها. أصبحت الحاجة إلى بناء أكثر اتساعًا ملحة في نهاية القرن الثامن عشر ، ولكن العمل ، على الرغم من بدايته ، لم يستمر لأسباب مختلفة ولم يُستأنف إلا بعد بضعة عقود ، من عام 1834 ؛ واستمر ، بشكل متقطع ، منإلى 1851 ، عندما كرس الكنيسة دون مورينو ، أسقف إيفريا ، وانتهى نهائيًا في عام 1861 ، عندما تم بناء بوابة المدخل العظيم على حساب كاهن الرعية آنذاك ، دون فيورا.

### كنيسة سان جيوفاني باتيستا
تقع كنيسة سان جيوفاني باتيستا في الساحة الرئيسية بالمدينة (ساحة 4 نوفمبر) ، والتي تمثل نقطة التقاء المعسكر الروماني القديم ديكومانوس وكاردو. في ساحة السوق ، أمام أقدم منزل في المدينة ، كان ملكًا للحاكم الروماني وفقًا للتقاليد والتاريخ. للكنيسة ذات الطراز النيوكلاسيكي الجديد لعامثلاثة بلاطات مغطاة بالرخام الأبيض من الخارج ، على الرغم من أن الواجهة كانت في الأصل من الطوب المكشوف. برج الجرس له شكل صلب ومهيب ومجهز بساعة كهروميكانيكية بأربعة أرباع. في الداخل ، تزين العديد من المذابح الجدران الجانبية.هذه مخصصة لسانتا أبولونيا وسانتا لوسيا وسانت أغاتا وسانتا بيلانسيا ، تليها تلك المخصصة لمادونا ديل روزاريو وسانت أورسولا وعلى الجدار الخلفي للصحن ، سانتا ماريا أسونتا. على الجانب الآخر ، أي على يمين المذبح الرئيسي ومقابل الجدار الخلفي لنفس الصحن ، نرى المذبحالمخصص لسان سيباستيانو ، ثم مذبح القديس نيكولا ، ثم مذابح القلب المقدس سان. يوسف وأخيراً القديس أنطونيوس بادوا. كما أن أعمال رسامي Veroleng Amedeo و Francesco Augero مثيرة للاهتمام. كانت الكنيسة في الأصل مخصصة لسانتا ماريا دي بيازا (أو ديجلي أنجيلي) وكانت مخصصة فقط لسان جيوفاني باتيستا ، شفيع المدينة ، في القرن التاسع عشر.

### كنيسة سان ميشيل
تهيمن هذه الكنيسة الباروكية في بيدمونت على الكاهن في كنيسة سان جيوفاني باتيستا. لا توجد معلومات حول بنائه ، على الرغم من أن تاريخ 1523 محفور على قاعدة المذبح الرئيسي. على يمين مدخل الكشك توجد صورة لطفل مبتسم: إنها ماريا بامبينا ، جليسة الأطفال ، التي أحضرت معها بعض الصور القديمة للشرائط التي ولدت في القرية. تضم الكنيسة أيضًا الأخوة التي تحمل الاسم نفسه ، والتي تحافظ عليها: يُدعى الإخوة إلى القداس العادي لعام، حيث يصلون من أجل خلاص النفوس.

### كنيسة الثالوث المقدس
تتم بناء الكنيسة الباروكية في Holy Trinity في عام 1744 بفضل دعم العديد من Ferrolfosi وفقًا لمشروع المهندس المعماري Carlo Sironi ، الذي ربما يكون قد صمم مشروع Juvarro. التصميم الداخلي بسيط للغاية ، وقد تم بناؤه في صحن واحد ، وفي الجوقة توجد لوحة رائعة لأميديو أوجيرو. عفا البابا بولس الخامس عن حجاج هذه الكنيسة. الكنيسة هي أيضًا مقر الأخوة التي تحمل الاسم نفسه ، والتي تهتم بصيانتها: يتم استدعاء الأعراس أثناء القداس العادي حيث يصلون من أجل خلاص النفوس.

### برج الفتاة عازفة الكمان
يقع برج جيجر في قرية مادونينا الصغيرة. إنه مبنى تم تشييده حوالي عام 1000. الاسم الذي يُعرف به مستمد من أسطورة غريبة حيث يكون بطل الرواية امرأة نبيلة لديها شغف بالكمان الذي يسجنه والدها لوقوعه في حب عامة الناس (ربما صبي مستقر). تحكي أسطورة أخرى عن ممرًا غامضًا تحت الأرض يعتقد أنها تربط المبنى بأماكن تاريخية أخرى في المنطقة. من بين الضيوف المتوقع أن يقيموا في المبنى ، أوسكار مارلييه ، مغامر بلجيكي متجول استأجره لفترة في العقود الأولى من القرن العشرين.ملأ جامع البطاقات البريدية الجدران الباقية. تم إتلاف الأوراق (بما في ذلك تقويم محفوظ جيدًا من عام 1917!). حاليًا ، مالك العقار هو زوج روزا تيوني. يظهر المبنى في العديد من الأفلام بما في ذلك NFDMT و Lethal At (t) action و In the Shadow of the Tower و Lake Sting (المعروف أيضًا باسم LakeSting).

## الأشخاص المرتبطون بـ Verolengo
- لويجيا سيرال سيرالو ، راقصة كلاسيكية
- باولو ثون دي ريفيل ، أميرال وسياسي
- أميديو اوجيرو ، رسام
- فرانشيسكو اوجيرو ، رسام ومغامر
- فرانشيسكو كريسبي ، وطني وسياسي
- أوسكار مارلير ، مستكشف
- ديليو فيرنا ، حزبي و carabiniere
- جيدو سكارافيوتي ، مؤرخ وكاتب
- فابريزيو سبيجيس ، مؤرخ وكاتب
- Gualtiero Marana ، مدير وكاتب دائرة الصحة العامة
- دافيد لينجوا ، مخرج ، كاتب ، مدير عام ، رسام ، مصور ، شاعر ، ممثل وناشط سياسي
- باسكوالي فيجيلانت ، مخرج ومصور
- لوكا نويز مارتير ، دي جي ومنتج
- باولو بيرونزو ، باحث طبي علمي وطبيب أورام

## الروابط خارجية
- الموقع الرسمي